# Кунце, Карл
Карл Кунце (нем. Karl Kuntze; 17 мая 1817, Трир, Пруссия, — 7 сентября 1883, Делич, Германия) — немецкий композитор и дирижёр.
Учился в Магдебурге у Августа Мюлинга, затем в прусской Королевской академии у Августа Вильгельма Баха, Адольфа Бернхарда Маркса и Карла Фридриха Рунгенхагена. Работал в Прицвальке и Ашерслебене, в 1873 году обосновался в Деличе.
Написал около 300 произведений; хоры для мужских голосов, песни, увертюры, марши, мотеты; юмористические хоры Кунце «Песнь саранчи» (нем. Heuschreckenlied) и «Винный галоп» (нем. Weingalopp) пользовались популярностью у немецких хоровых коллективов вплоть до Австралии. Его оперетта «В горах» (нем. Im Gebirge) была поставлена в Дессау (по другим данным, в Лейпциге) в 1875 году; в том же году под редакцией Кунце вышло третье издание книги Иоганна Юлиуса Зайделя «Орган и его сооружение». Кунце также был в своё время весьма известным в Германии дирижёром.